# Suzanne Bérard
Pour les articles homonymes, voir Bérard.
Suzanne Bérard, née Janin le 1er octobre 1915 à Lyon et morte le 14 septembre 2006 à Palaiseau est une universitaire française, spécialiste d'Honoré de Balzac et du théâtre durant la Révolution française.

## Biographie
Fille naturelle de l'homme politique Édouard Herriot, qui lui donne le nom de sa mère, Collon, et la présente comme une nièce, Marie Suzanne Nicole Jeanne Janin naît en 1915 dans le 1er arrondissement de Lyon. Elle intègre après une khâgne au lycée Ampère l'École normale supérieure en 1935, ce qui en fait l'une des 41 femmes reçues dans l'établissement avant 1940 et la fermeture des portes de l'établissement aux femmes jusqu'aux années 1980. À l'ENS, elle étudie notamment l'histoire romaine avec Jérôme Carcopino puis réussit en 1939 l'agrégation de lettres, où elle est classée 13e.
Nommée membre suppléant de l'École française de Rome début 1940 pour étudier la colonie juive de Rome, son séjour est interrompu par la guerre et elle devient professeure en khâgne à Lyon. Le 19 août 1943, elle épouse à Lyon l'helléniste Jean Bérard, qu'elle avait rencontré à l'ENS.
En juillet 1957, son mari meurt dans un accident de voiture. En 1959, elle soutient sous la direction de Jean Pommier une thèse consacrée à la genèse du roman de Balzac Illusions perdues. Les éditions Armand Colin publient en 1962 cette thèse alors qu'elle enseigne à l'université de Caen ; cet ouvrage en deux volumes reçoit le Grand prix de la Critique littéraire et le prix Broquette-Gonin.
Dans les années suivantes, Bérard enseigne les lettres aux universités de Rouen, Reims puis Nanterre (Paris-X), publiant de nombreux articles sur Balzac, ainsi que sur le théâtre à l'époque révolutionnaire, qui fait l'objet de son deuxième ouvrage, posthume, en 2009.

## Publications
- Suzanne J. Bérard, Illusions perdues : La Genèse d'un roman de Balzac : 1837, Paris, A. Colin, 1962 (BNF 37459182).
- Suzanne J. Bérard, Le Théâtre révolutionnaire de 1789 à 1794 : La Déchristianisation sur les planches, Nanterre, Presses universitaires de Paris-Ouest, 2009, 422 p. (ISBN 978-2-84016-037-3).